# 格雷格·安东尼
格雷戈里·卡尔顿·安东尼（英語：Gregory Carleton Anthony，1967年11月15日—），美国NBA联盟前职业篮球运动员。他在1991年的NBA选秀中第1轮第12顺位被纽约尼克斯选中。目前他是电视篮球解说员。